# Paulus Italus
Paulus Italus, auch Paweł Szczęśliwy oder Paul der Glückliche († 1610 in Lemberg, Polen-Litauen) war ein italienischer Bildhauer und Architekt der Renaissance, der vor allem in Polen tätig war.

## Leben
Paulus Italus stammte aus Italien. Es ist nicht bekannt, wann er nach Polen-Litauen kam. Er arbeitete in Lemberg oft mit Paolo Romano. 1582 ist er als Meister der Maurergilde in Lemberg nachweisbar. Für den Großhetman der polnischen Krone Stanisław Żółkiewski war er in Schowkwa tätig.

## Werke

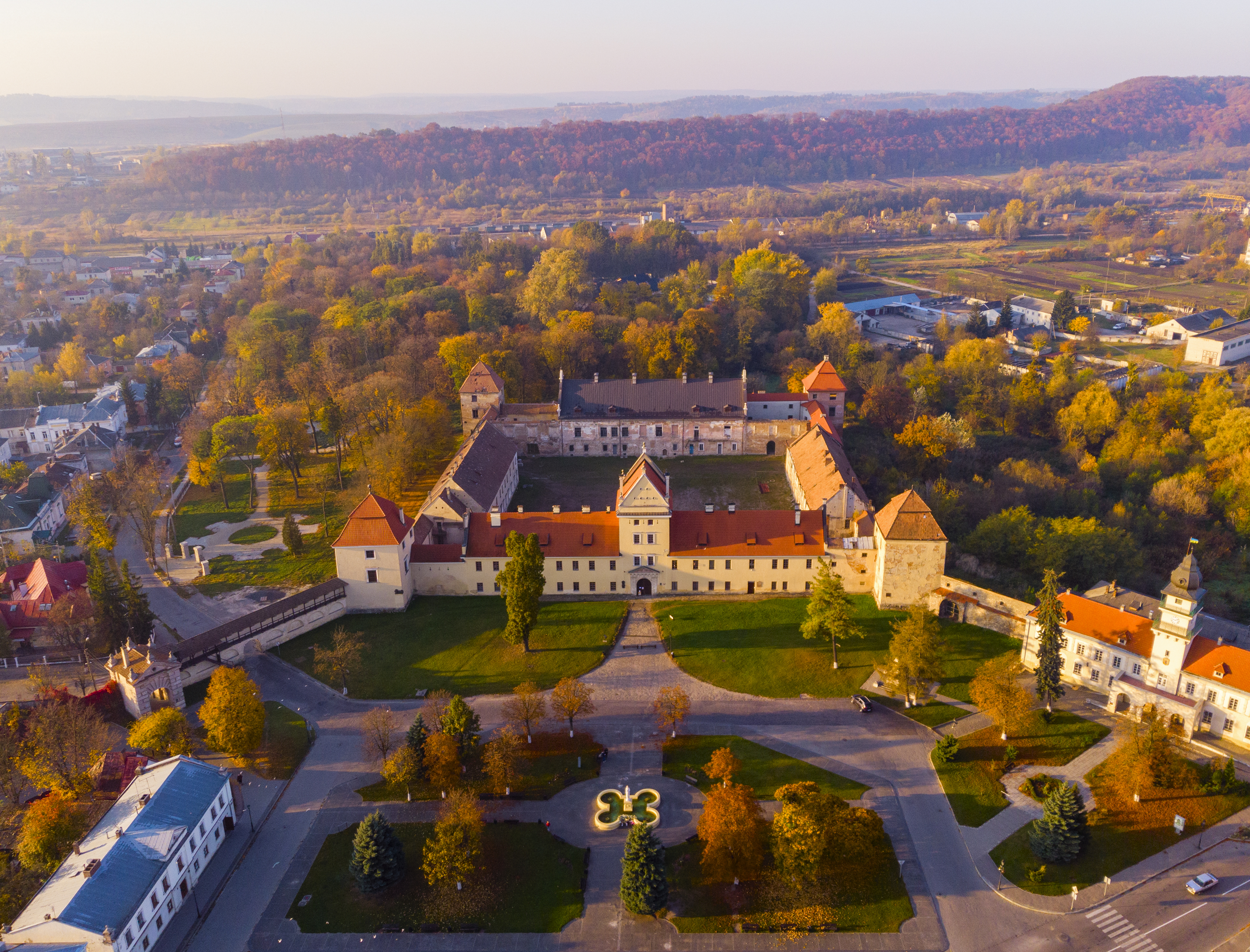
Schloss Schowkwae

Paulus Italus war vor allem in Lemberg und Schowkwa tätig. Er gestaltete folgende Gebäude: 
- Goldene-Rosen-Synagoge in Lemberg zusammen mit Paolo Romano
- Schloss Schowkwa
- Lorenzkirche Schowkwa